# 插電式混合動力車

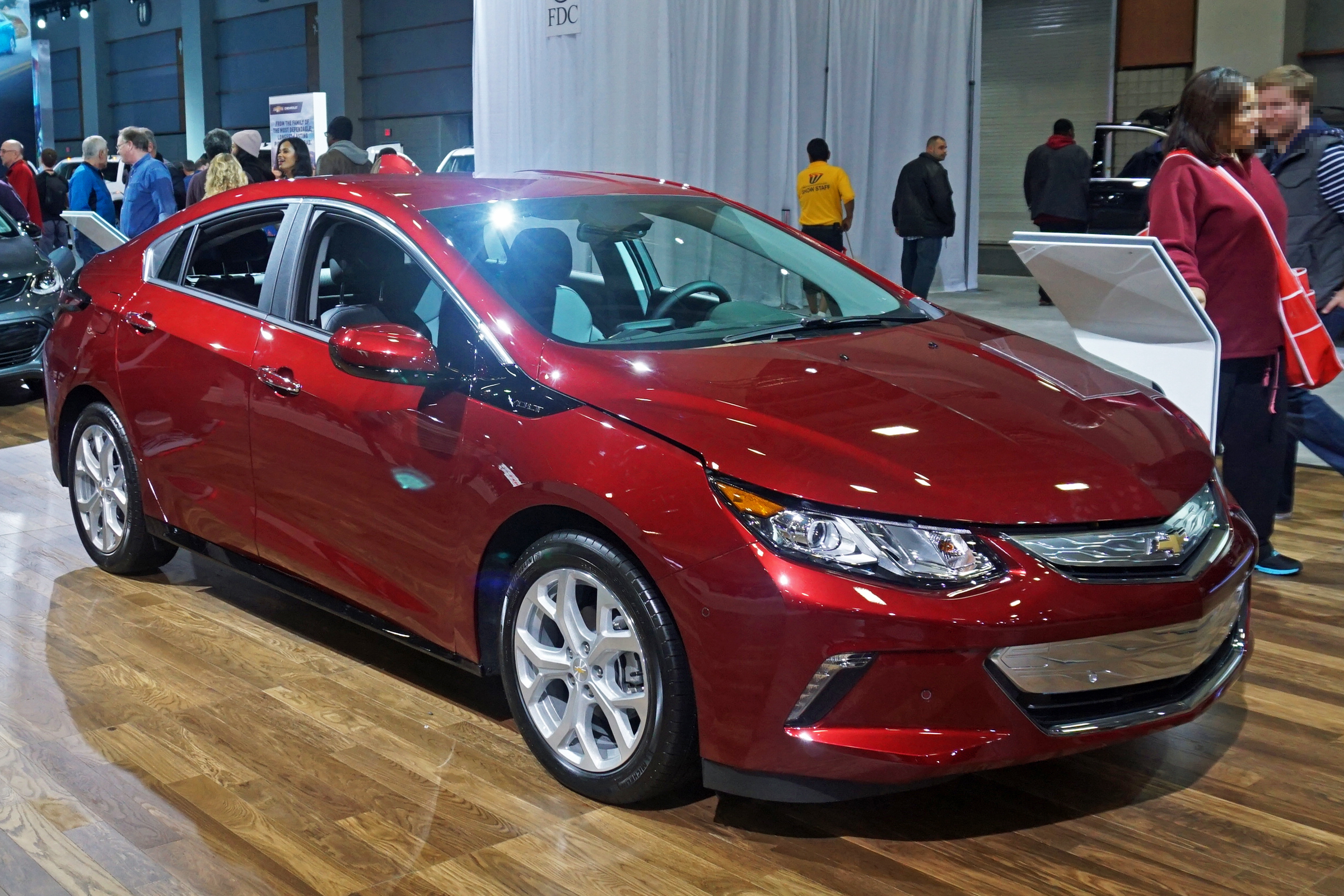
雪佛蘭伏特是北美市場最長销的插电式混合动力汽车之一

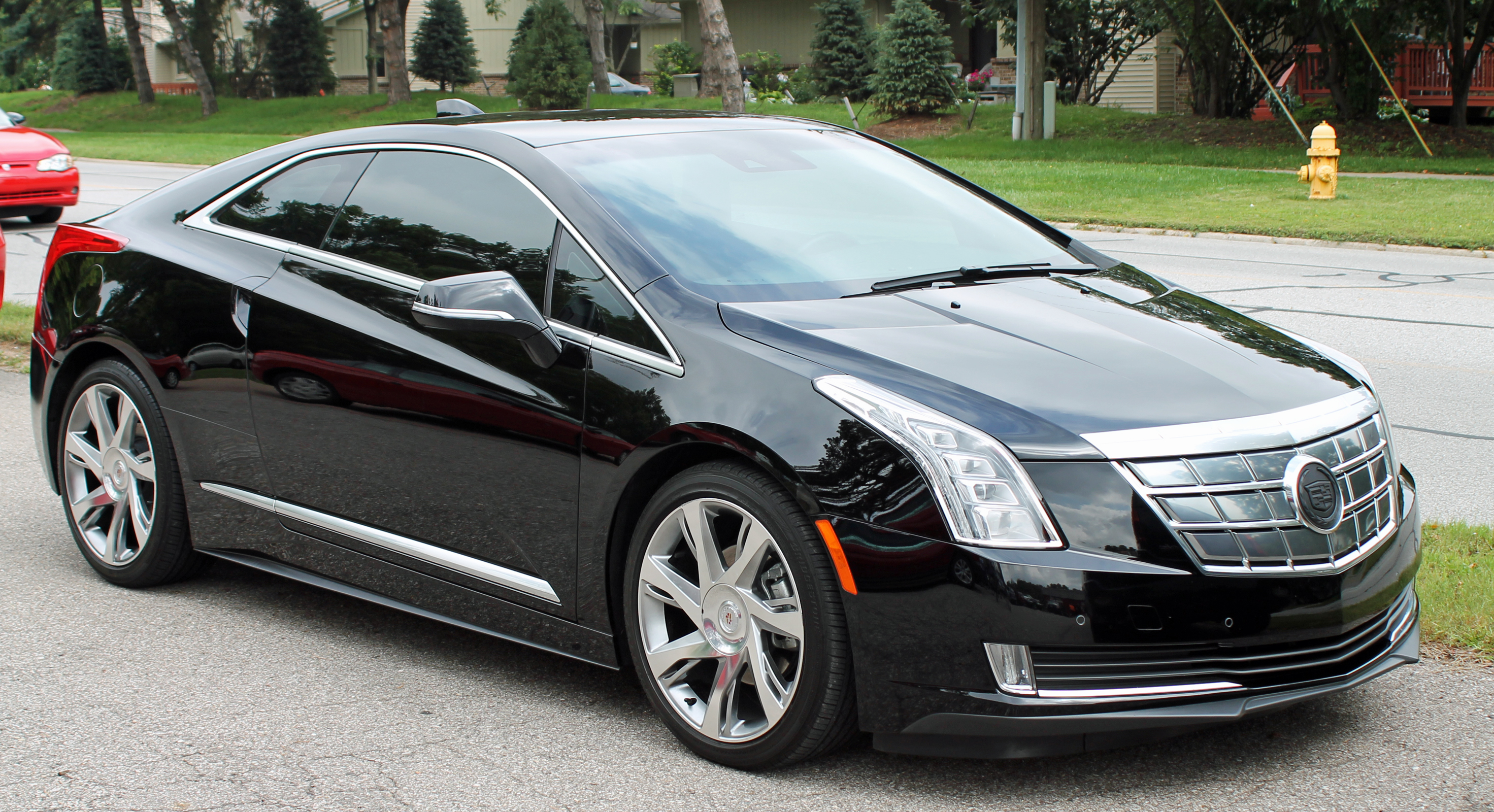
凱迪拉克ELR

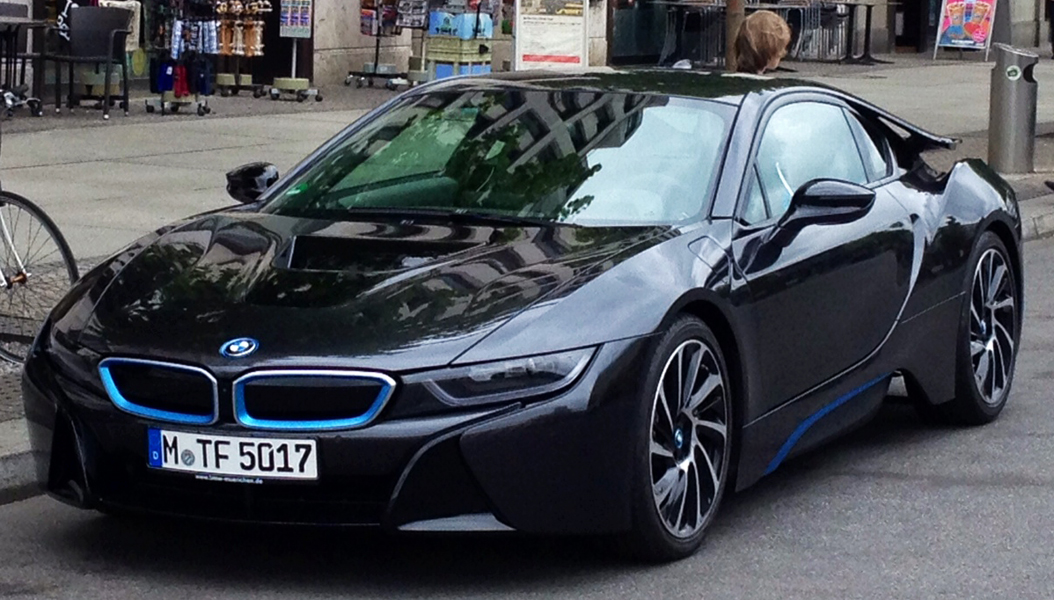
寶馬 i8

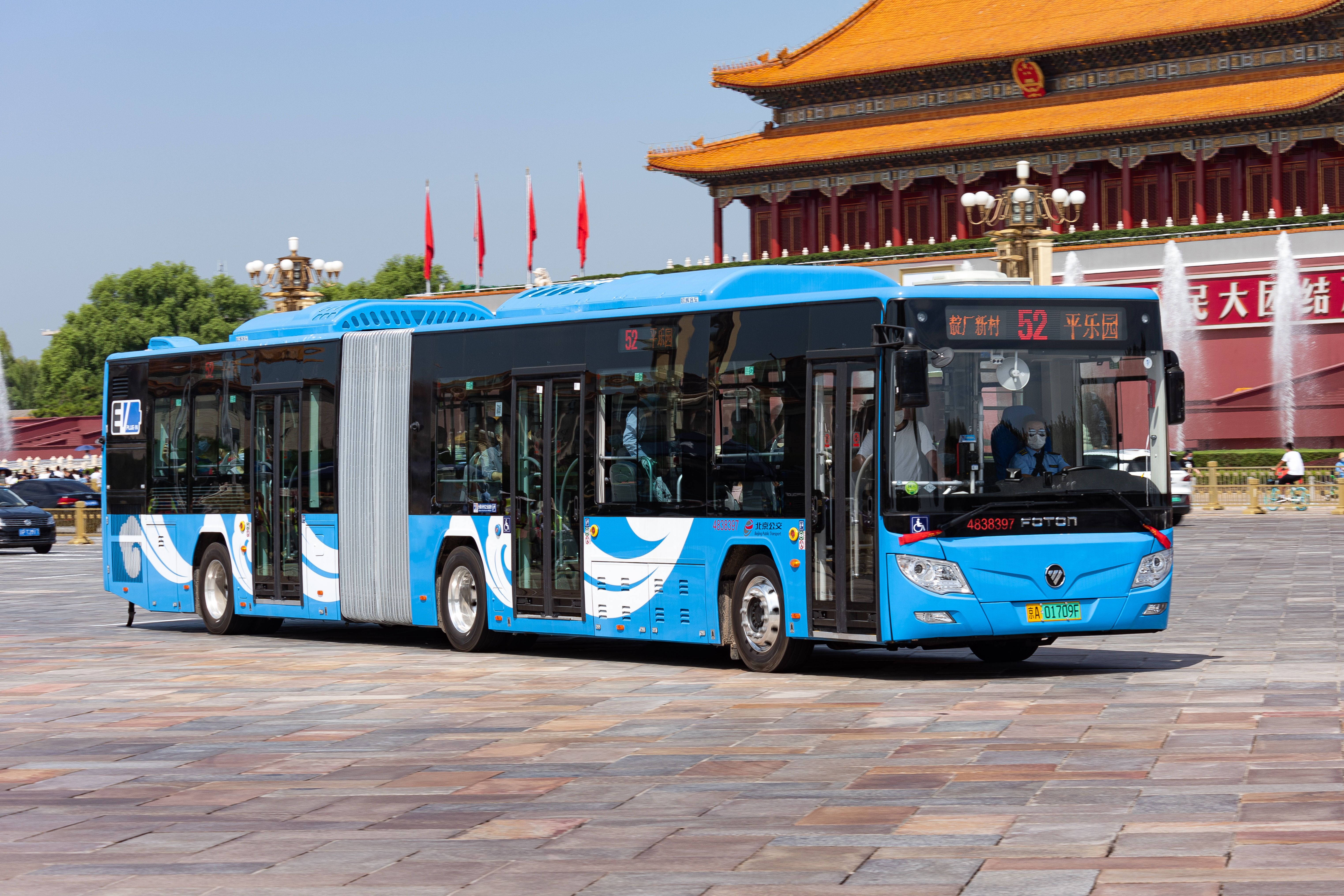
北京公交使用的北汽福田BJ6160SHEVCA-3型插电式混合动力铰接城市客车

插電式混合動力車（英語：plug-in hybrid electric vehicle，常缩写為PHEV），簡稱插电混动车、插混电动车或插混車，是一種混合动力电动载具。與一般混合動力車輛比較，PHEV的特徵在於其车载电池除了可由車輛上的內燃機所驅動的發電機充電外，也可以通过电缆插入外部电源（充电桩、电网或外置发电机）为蓄电池充電。一般而言，PHEV的電池容量比純電動車小，但大多大於普通油電混動車的電池容量，因此可以在一定航程内做到完全不消耗燃油的全电驱动。

## 性能
插電式混合動力車輛是針對通勤族設計的，多數通勤族通勤距離在十幾公里內，插電式混合動力車輛的電池續航力只要有二三十公里即可以滿足多數通勤需求（通勤時不需啟動內燃機）。在長途駕駛（大多為假日出遊）的情況下，既使是續航力數百公里的電動車也可能沒電，此時插電式混合動力車輛則使用內燃機提供能量，方便性與傳統汽柴油車輛相近，在充電站不普及的地區，降低駕駛人的里程焦慮問題；引擎運轉模式更接近最高效率的定速運轉，因此也很省油，甚至可以讓轉子引擎、渦輪引擎達到低油耗低污染的目標；有些車輛使用小型引擎、且不使用複雜的傳動系統，可以抵銷電池所增加的重量跟成本。
對於發電廠而言，插電式混合動力車輛大多是在離峰時間充電，此特性讓發配電業者幾乎不需要花大錢擴充發電機組及電力網；而且電廠在離峰時間是處於低輸出低效率的運轉模式，此時若增加輸出，所增加的污染及碳排放特別少。如能配合智慧充電系統（車輛與電業溝通、決定充電時間），環保效益更佳。
而在整體污染排放方面，在電動車模式時，是把污染給轉移至電廠，電廠可以採用大型污染防治設備，因此整體污染排放更低，就算用燃煤發電廠發電也值得，而且電廠位於郊區，其空氣污染排放可以在大幅稀釋後才被人們吸入，同樣污染對人類健康的妨礙更低；而在啟動引擎時，污染排放也因為定速運轉而非常低，還是可以降低整體污染。至於在能源效率方面，由於大型發電廠的效率比汽車引擎高，又多在離峰時間充電，就算考慮電力傳輸儲存的損失，充電仍可提高整體能源效率。
插電式混合動力車輛的另一個可能發展是充當發電機，成為停電時的備援用電。但混合動力車的缺點，插電式混合動力車輛可能更嚴重，例如鋰礦問題、電池成本、製造電池的環境成本。

## 历史

### 早期
1899年生产的Lohner-Porsche是世界上第一款插電式混合動力車。不过“插電式混合動力車”这个词本身是20世纪后半叶才出现的，发明者是加州大学戴维斯分校的安德鲁·弗兰克（Andrew A. Frank）教授，他也因此被誉为“插電式混合動力車之父”。

### 量产
2003年，雷诺开始在欧洲销售插電式混合動力的雷诺Kangoo，即“Elect'road”，但仅仅卖出500辆，在2007年停产。
世界上正式量产的插電式混合動力車是中国的比亚迪F3DM，它在2008年12月15日开始在中国销售，不过它最初只提供给政府和公司。个人直到在2010年3月开始才能买到这款车。截止2017年末，市场上已有40多款插電式混合動力車。截至2018年12月，全球的插電式混合動力車产量为180万台，而美国是最大的插電式混合動力車市场，中国和日本次之。

## 产量
| 销量最高的插電式混合動力車 2008至2018年 | 销量最高的插電式混合動力車 2008至2018年 | 销量最高的插電式混合動力車 2008至2018年 | 销量最高的插電式混合動力車 2008至2018年 | 销量最高的插電式混合動力車 2008至2018年 | 销量最高的插電式混合動力車 2008至2018年 |
| 车款                                    | 起售日期                                | 全球销量                                | 全球销量                                | 截止                                    | 来源                                    |
| 车款                                    | 起售日期                                | 总销量                                  | 2018年                                  | 截止                                    | 来源                                    |
| --------------------------------------- | --------------------------------------- | --------------------------------------- | --------------------------------------- | --------------------------------------- | --------------------------------------- |
| 三菱Outlander PHEV                      | 2013年1月                               | 186,996                                 | 42,337                                  | 2018年12月                              | [ 18 ] [ 19 ] [ 20 ]                    |
| 雪佛兰伏特                              | 2010年12月                              | ~186,000                                | 25,108                                  | 2018年12月                              | [ 21 ] [ 22 ] [ 23 ] [ 24 ]             |
| 丰田普锐斯PHV                           | 2012年1月                               | 174,586                                 | 45,686                                  | 2018年12月                              | [ 25 ]                                  |
| 比亚迪秦                                | 2013年12月                              | 136,818                                 | 47,425                                  | 2018年12月                              | [ 16 ] [ 26 ] [ 27 ]                    |
| 比亚迪唐                                | 2015年6月                               | 101,518                                 | 37,146                                  | 2018年12月                              | [ 26 ] [ 27 ] [ 28 ] [ 29 ]             |
| 注释： 比亚迪秦和唐仅在中国销售         |                                         |                                         |                                         |                                         |                                         |